# Ontsira imperator
Ontsira imperator är en stekelart som först beskrevs av Alexander Henry Haliday 1836.  Ontsira imperator ingår i släktet Ontsira och familjen bracksteklar. Arten är reproducerande i Sverige. Utöver nominatformen finns också underarten O. i. dubia.